# Centro Infantil Boldrini
O Centro Infantil Boldrini, localizado em Campinas, estado de São Paulo, é um hospital filantrópico especializado em oncologia e hematologia pediátrica. Considerado um centro de referência mundial no tratamento de câncer infantil e doenças do sangue.
Todos os pacientes, 80% deles oriundos do Sistema Único de Saúde (SUS), recebem o tratamento, que dura em média dois anos.

## História
Foi fundado em 1978 pelo Clube da Lady de Campinas, e construído exclusivamente com doações de empresas e da sociedade de Campinas e região, o hospital, que foi inaugurado no dia 24 de maio de 1986. A doação inicial de 1.500 m² de construção, pelo Instituto Robert Bosch do Brasil, representou a pedra fundamental e o núcleo de desenvolvimento das atividades do Boldrini.

## Estrutura
As unidades da internação são constituídas por nove quartos com banheiro privativo. Nelas, os profissionais médicos e de enfermagem têm amplo controle sobre o que se passa com os pacientes. Quarto para acompanhante, com banheiro privativo, em muito contribui para a tranquilidade da criança e de seus familiares. No total são 77 leitos: oito deles são de terapia intensiva e seis são destinados ao transplante de medula óssea. Este é o maior hospital especializado em câncer pediátrico da América Latina.